# Misja na Marsa (legenda miejska)
Misja na Marsa (również znana jako Misja na Księżyc) – legenda miejska opowiadająca o studentach, którzy podczas imprezy wsadzają jednego z uczestników zabawy do kartonowego pudełka z podpisem „Misja na Marsa”. Opowieść ta należy do grupy legend miejskich o studentach, bazującej na stereotypowym postrzeganiu życia studenckiego i zabaw, w których dominują alkohol, narkotyki i fantazja studencka. Najstarsze znane zapisy tej legendy w Internecie pochodzą z końca 2004 roku.
W zależności od wersji w opowieści pojawiają się studenci z Warszawy (Uniwersytetu Warszawskiego lub Politechniki Warszawskiej), Łodzi, Krakowa, Lublina, Szczecina, Olsztyna, Poznania, Gliwic, Wrocławia.
W historii studenci pod wpływem alkoholu i marihuany decydują się zorganizować misję na Marsa. Wzięli kartonowe pudło, wsadzili do niego jednego z imprezowiczów, napisali na pudle Misja na Marsa i wyrzucili go przez okno z wysokiego piętra. Przebywający w kartonie uczestnik zabaw ginie podczas upadku. Sprawa zostaje zgłoszona na policję. Gdy policja dociera do akademika, trafia na bawiących się studentów, którzy już wsadzili drugiego imprezowicza do kartonu z podpisem Misja ratunkowa na Marsa.

## Legenda w kulturze
- W 2011 roku została nagrana etiuda fabularna pt. Misja na Marsa, której fabuła opiera się na niniejszej legendzie miejskiej[6].